# Новая Земля (Доктор Кто)
«Новая Земля» — вторая серия второго сезона сериала «Доктор Кто». Премьера серии состоялась 15 апреля 2006 года на канале BBC One.

## Сюжет
Для Розы это первое путешествие с новым Доктором. Вместе они прилетают в Нью-Нью-Йорк и гуляют. В то же время за ними наблюдает робот — паук, которого использует Кассандра. Доктор и Роза тем временем идут в больницу, где Роза попадает в подпольный цех Сестёр Изобилия, а Доктор навещает Лицо Бо. Доктор также удивляется тому, что в больнице лечат все болезни, даже те, лекарство от которых ещё не изобретено. Тем временем Розу ловит слуга Кассандры, голем Чип, и приводит её к ней. Кассандра перемещается в тело Розы. В это время Сёстры изобилия ловят Доктора. Доктор встречает Кассандру, переместившуюся в тело Розы, и та случайно выпускает искусственных людей, с помощью которых они лечат людей от всех болезней. Искусственные люди начинают заражать пациентов больницы. Доктор и Роза убегают от них, по пути Кассандра переселяется то в Доктора, то в Розу. Доктор всё же излечивает заражённых людей, а Кассандра переселяется в Чипа, но его тело умирает, и Доктор отправляет Кассандру в прошлое, когда она была красивой.